# باتلر نوبل
باتلر نوبل (بالإنجليزية: Butler Noble)‏ هو محامي وسياسي أمريكي، ولد في 27 سبتمبر 1815 في جنيف في الولايات المتحدة، وتوفي في 25 أكتوبر 1890. حزبياً، نشط في الحزب الجمهوري. وقد انتخب عضو جمعية ولاية ويسكونسن.